# Saint-Sernin (Lot-et-Garonne)
Saint-Sernin település Franciaországban, Lot-et-Garonne megyében. Lakosainak száma 483 fő (2022. január 1.). Saint-Sernin Riocaud, Duras, Pardaillan, Saint-Astier, Saint-Jean-de-Duras, Savignac-de-Duras és Villeneuve-de-Duras községekkel határos.

## Népesség
A település népessége az elmúlt években az alábbi módon változott:
| Lakosok száma | 414  | 362  | 340  | 460  | 424  | 418  | 434  | 475  | 478  | 483  |
|               | 1968 | 1982 | 1990 | 2006 | 2013 | 2015 | 2017 | 2019 | 2020 | 2022 |